# Ctenus crulsi
Ctenus crulsi är en spindelart som beskrevs av Cândido Firmino de Mello-Leitão 1930. 
Ctenus crulsi ingår i släktet Ctenus och familjen Ctenidae. Inga underarter finns listade i Catalogue of Life.